# Aviron
Aviron es una comuna francesa situada en el departamento de Eure, en la región Normandía .

## Demografía
| 175 | 279 | 454 | 675 | 1136 | 1185 | 1101 |
| Para los censos de 1962 a 1999 la población legal corresponde a la población sin duplicidades (Fuente: INSEE [Consultar]) |     |     |     |      |      |      |